# کراون ویک
کراون ویک (به انگلیسی: Crown Vic) یک فیلم اکشن و جنایی آمریکایی محصول سال ۲۰۱۹ به کارگردانی و نویسندگی جوئل سوزا با بازی لوک کلینتنک، توماس جین، بریجیت مویناهان، دیوید کرومهولتز، اسکاتی تامپسون و جاش هاپکینز است. این فیلم اولین بار در ۲۶ آوریل ۲۰۱۹ در جشنواره فیلم ترایبکا نمایش داده شد و در ۸ نوامبر ۲۰۱۹ در ایالات متحده در سینماها اکران شد. داستان این فیلم بر وقایع یک شیفت شب برای افسر کهنه‌کار ری مندل و کارآموزش نیک هالند تمرکز دارد. منتقدان به شباهت‌های قابل توجهی بین کراون ویک و فیلم روز تعلیم (۲۰۰۱) اشاره کرده‌اند. کراون ویکتوریا یا به اختصار کراون ویک نام خودرویی است که به‌عنوان خودروی پلیس در آمریکا استفاده می‌شود. 

## داستان
یک افسر پلیس اداره لس آنجلس به نام ری مندل را به تصویر می‌کشد که در یک شب به یاد ماندنی باید دو قاتل را شکار کند، اما این کار بسیار خطرناک است و ریسک بالایی دارد و…

## تولید
با اینکه داستان در لس آنجلس جریان دارد، فیلم در بوفالو، نیویورک فیلمبرداری شد.